# Multinational Corps South East
Das Multinationale Korps Süd-Ost (HQ MNC-SE) ist ein 2020 aufgrund einer Initiative Rumäniens aufgestelltes gemeinsames militärisches Hauptquartier, das am 23. Juli 2020 im siebenbürgischen Sibiu/Hermannstadt in Dienst gestellt wurde.
Das Korps ist nach dem bereits zwei Jahrzehnte zuvor in Stettin aufgestellten Multinationalen Korps Nordost das zweite NATO-Korps an der Ostflanke des Bündnisses. Es ist Teil der Sicherheitsarchitektur des Bündnisses in der Schwarzmeer-Region.

## Geschichte
Während des NATO-Gipfels 2018 in Brüssel bot Rumäniens damaliger Präsident Klaus Johannis an eine Kommando- und Steuerungsfähigkeit in Rumänien aufzubauen, um das Militär des Landes weiter an die NATO-Kommandostruktur anzupassen.
Das Korps wurde zunächst in Bukarest aufgebaut und dort im Jahr 2020 in Dienst gestellt. Nachdem es im Rahmen der Übung Defender-Europe 21 im Juni 2021 seine vorläufige Einsatzbereitschaft erreicht hatte, wurde es zum 1. Juli 2021 an seinen endgültigen Standort, die Garnizoana Sibiu, verlegt.
Dem MNC-SE wurden im Januar 2023 die NATO Force Integration Units in Bulgarien und Rumänien sowie das Hauptquartier der Multinational Division South East unterstellt.
Im Rahme der Übung Steadfast Jupiter 2023 erlangte das Korps am 20. Oktober 2023 seine volle Einsatzbereitschaft.

## Aufgaben
Die Aufgabe des Hauptquartiers ist das Kommando und die Steuerung für Landoperationen der NATO im Krisen- und Bündnisfall. Die Hauptaufgaben des Korps sind die Planung und Durchführung gemeinsamer Verteidigung gemäß Artikel 5 des NATO-Vertrages.

## Gliederung
Im Stab des Korps sind knapp 20 NATO-Bündnispartner vertreten. Federführend und größter Truppensteller ist Rumänien. Derzeit unterstehen dem Korps die folgenden Verbände, deren Personal truppendienstlich den jeweiligen nationalen Streitkräften untersteht.
Korpstruppen
- 46. Unterstützungsregiment, Sibiu (Auf- und Unterstellung 2020[5])

Dauerhaft unterstellte Verbände
- Multinationale Division Südost (aufgestellt 2015, Unterstellung 2023)
- NATO Force Integration Unit Bulgaria (aufgestellt 2015, Unterstellung 2023)
- NATO Force Integration Unit Romania (aufgestellt 2015, Unterstellung 2023)

Bei zusätzlichem Bedarf werden aus den verschiedensten Staaten weitere Verbände zur Verfügung gestellt.

## Kommandierende Generale
Das Kommando wird routinemäßiger von einem rumänischen Generalleutnant geführt. Die Stelle des Stellvertreters wird von einem Generalmajor aus der Türkei besetzt und der Chef des Stabes im Rang eines Brigadegenerals kommt ebenfalls aus Rumänien.
| Nr. | Name                                      | Kommandeur von   | Kommandeur bis   |
| --- | ----------------------------------------- | ---------------- | ---------------- |
| 3.  | Lieutenant-General Cristian-Daniel Dan    | 16. Februar 2024 |                  |
| 2.  | Lieutenant-General Dragoș-Dumitru Iacob   | 28. Februar 2022 | 16. Januar 2024  |
| 1.  | Lieutenant-General Tomiță-Cătălin Tomescu | 23. Juli 2020    | 28. Februar 2022 |

## Verbandsabzeichen
Das Verbandsabzeichen greift NATO und nationale Elemente auf. Die Hintergrundfarben blau und grün stehen für das Bündnis und den Schwerpunkt Landoperationen. Die beiden Waffen im Zentrum hinter der NATO-Kompassrose stehen für die Souveränität der Bündnispartner und die Stärke. Die drei Sterne oberhalb signalisieren die Hierarchieebene und die rumänische Fahne unterhalb steht für Rahmennation. Das Motto am unteren Rand – Gemeinsam Stark – steht für Rumäniens Entschlossenheit als Teil des Bündnisses für Sicherheit in der Region beizutragen.